# Сагайдачного, 25
Садиба № 25 складається з колишнього прибуткового будинку № 25-а, наріжної кам'яниці № 25-б, флігеля № 25-г і ще трьох дворових споруд № 25-в, 25-д, 25-е. Розташована на розі вулиць Петра Сагайдачного й Ігорівської, що на Подолі у Києві.
Архітектурну цінність становить головна кам'яниця (№ 25-а) на червоній лінії забудови вулиці. За визначенням дослідників, будівля — зразок історичної забудови Подолу останньої чверті XIX століття.
Наказом Головного управління охорони культурної спадщини № 53 від 25 вересня 2006 року будинок поставлений на облік пам'яток містобудування й архітектури місцевого значення.

## Історія ділянки

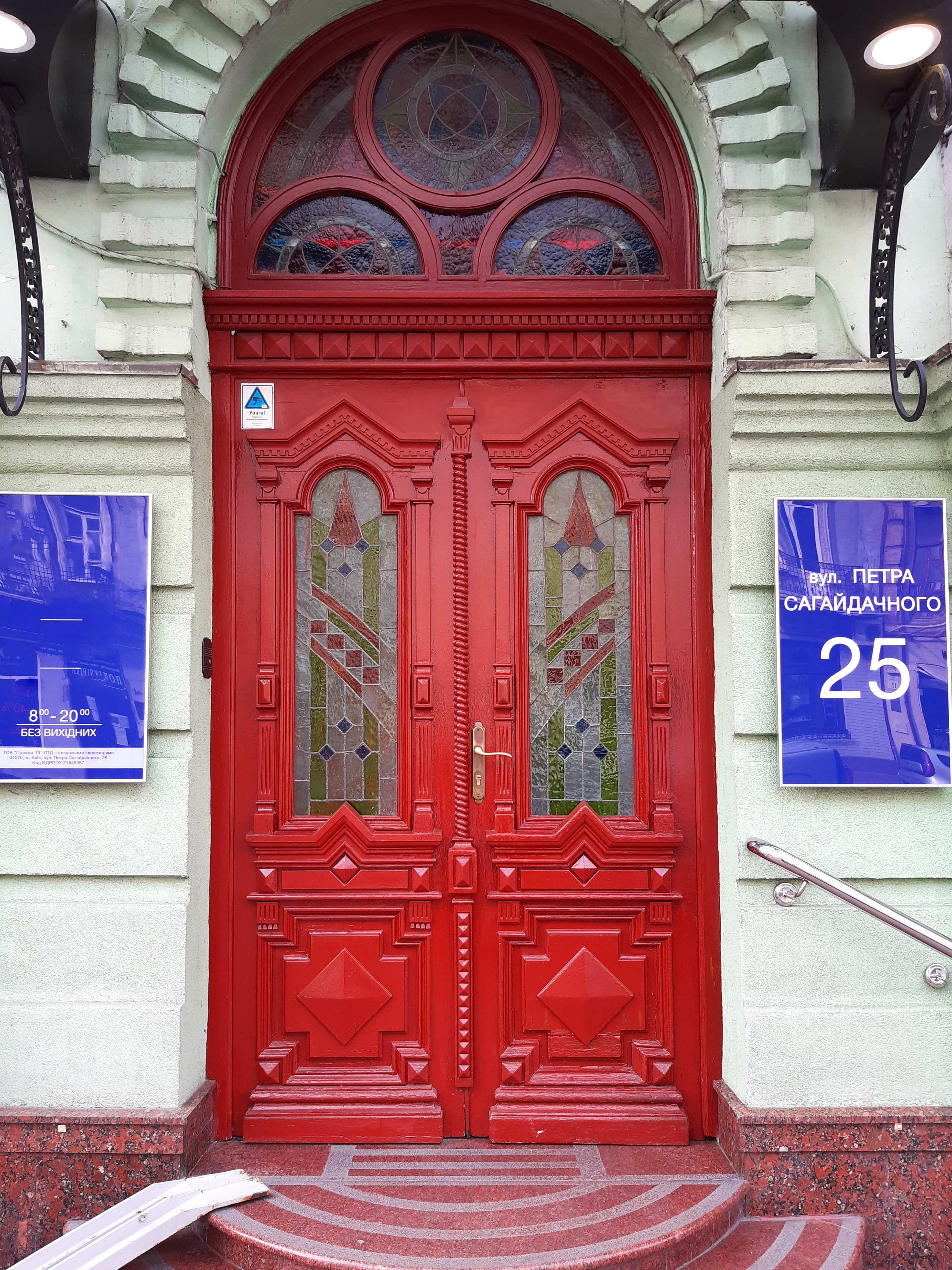
Вхідні дерев'яні двері з вітражами

Упродовж XIX і на початку XX століття суміжна із садибою Балабухи ділянка належала різним купцям.
Відомо, що вже в 1850-х роках садиба була забудована дерев'яними спорудами.
Будинок на червоній ліній, імовірно, був наполовину кам'яним. Є припущення, що частина цієї споруди увійшла до об'єму нового будинку. Про це свідчать склепінчасті перекриття підвалу і проїзду в подвір'я.
Головна кам'яниця № 25-а збудована в останній чверті XIX століття як прибутковий будинок. Приміщення першого поверху віддали торговельним закладам. Тут відкрились галантерейно-мануфактурні крамниці «Реноме», «Новий час», крамниці дамського та чоловічого вбрання «Ліон», «Елегантний світ».
На другому поверсі розмістили житлові квартири.
1922 року радянська влада націоналізувала будівлю.
1967 року під час реконструкції споруди надбудували третій житловий поверх й облаштували світловий ліхтар над сходами.
Наступний капітальний ремонт провели на зламі 1980-х — 1990-х років. Кілька прямокутних вітрин переробили на аркові. Встановили нові балкони. На лівому крили відновили вхідні дерев'яні двері початку XX століття з вітражами.

## Архітектура
Кам'яниця № 25-а триповерхова (з 1967 року), цегляна, Г-подібна у плані. Пофарбована у зелений колір. Має глибокий підвал, двосхилий дах, шиферне покриття, пласкі перекриття (залізобетонні на третьому поверсі). По центральній осі розташований проїзд на подвір'я, який розділяє споруду на два крила з окремими парадними входами.
Будинок вирішений у стилі історизму з неоренесансними елементами. Симетрична композиція фасаду — ритмічно-ярусна.
Дворовий проїзд і дві сходових клітки виділені розкріповками. Їх увінчували прямі аттики, які знесли під час надбудови третього поверху у 1967 році. Кожна розкріповка і наріжжя будівлі фланковані рустованими лізенами.
Горизонтальне членування здійснене карнизами над першим і третім (надбудованим) поверхами і фризом (первісно вінцевим, тепер над другим поверхом) із фільонками і зубчастою крайкою.
Вітрини на першому поверсі прямокутні й аркові із замковими каменями. Дверні отвори й віконні прорізи другого поверху перекриті напівциркульними перемичками й оздоблені архівольтами з радіально розташованими дентикулами. Вікна над входами увінчують прямі сандрики.

## Галерея

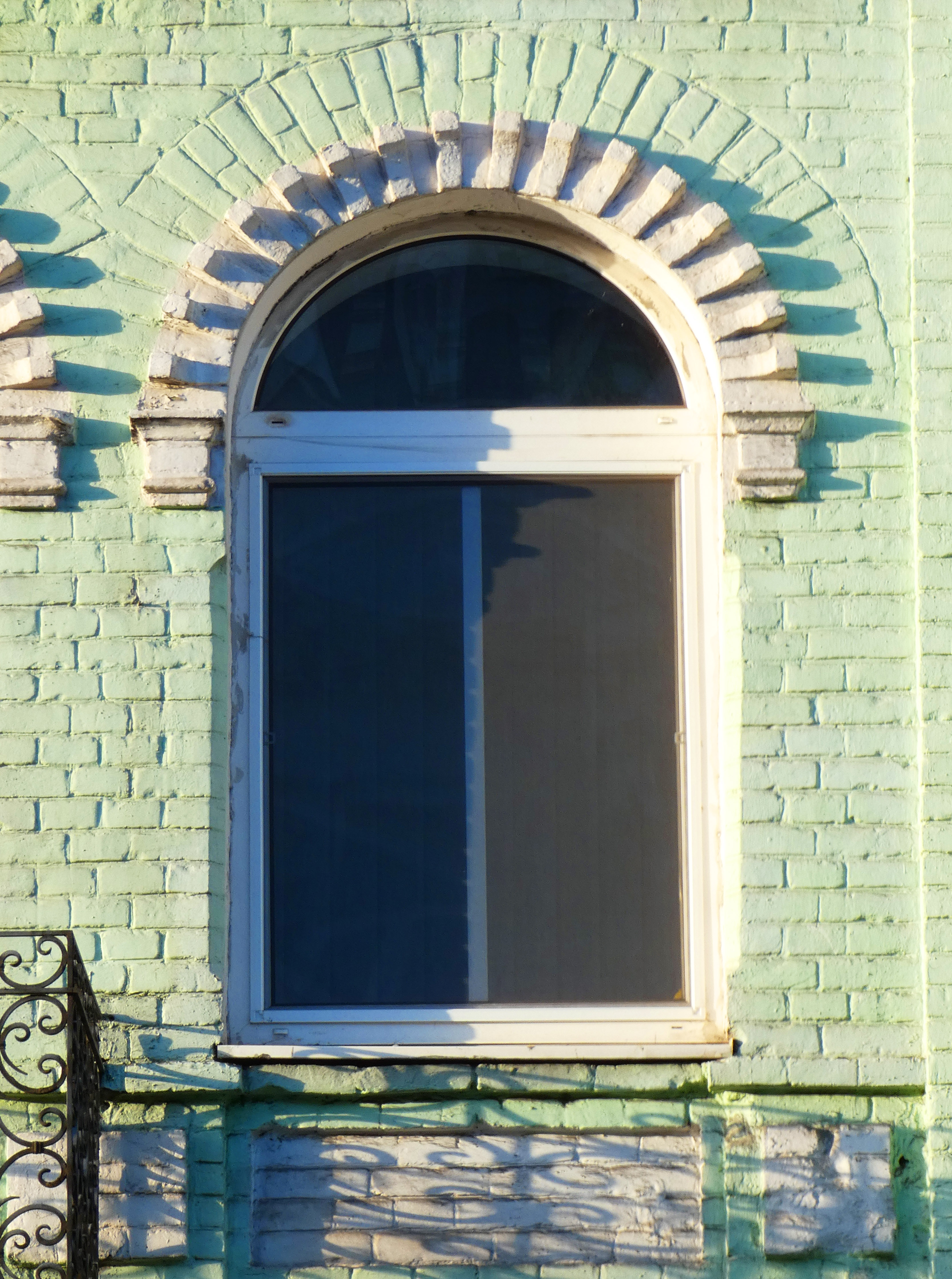
Вікно другого поверху
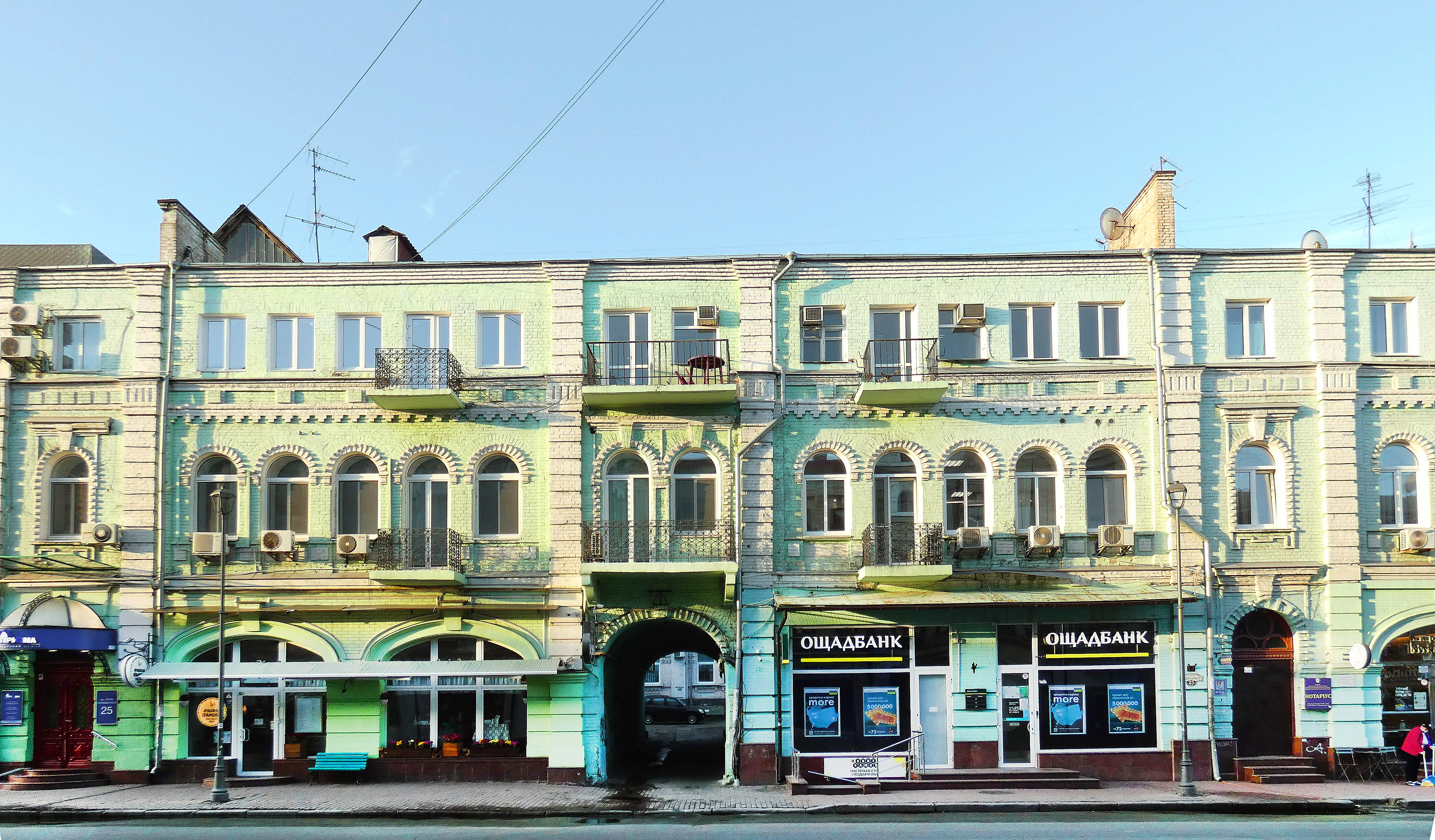
Центральна частина з проїздом
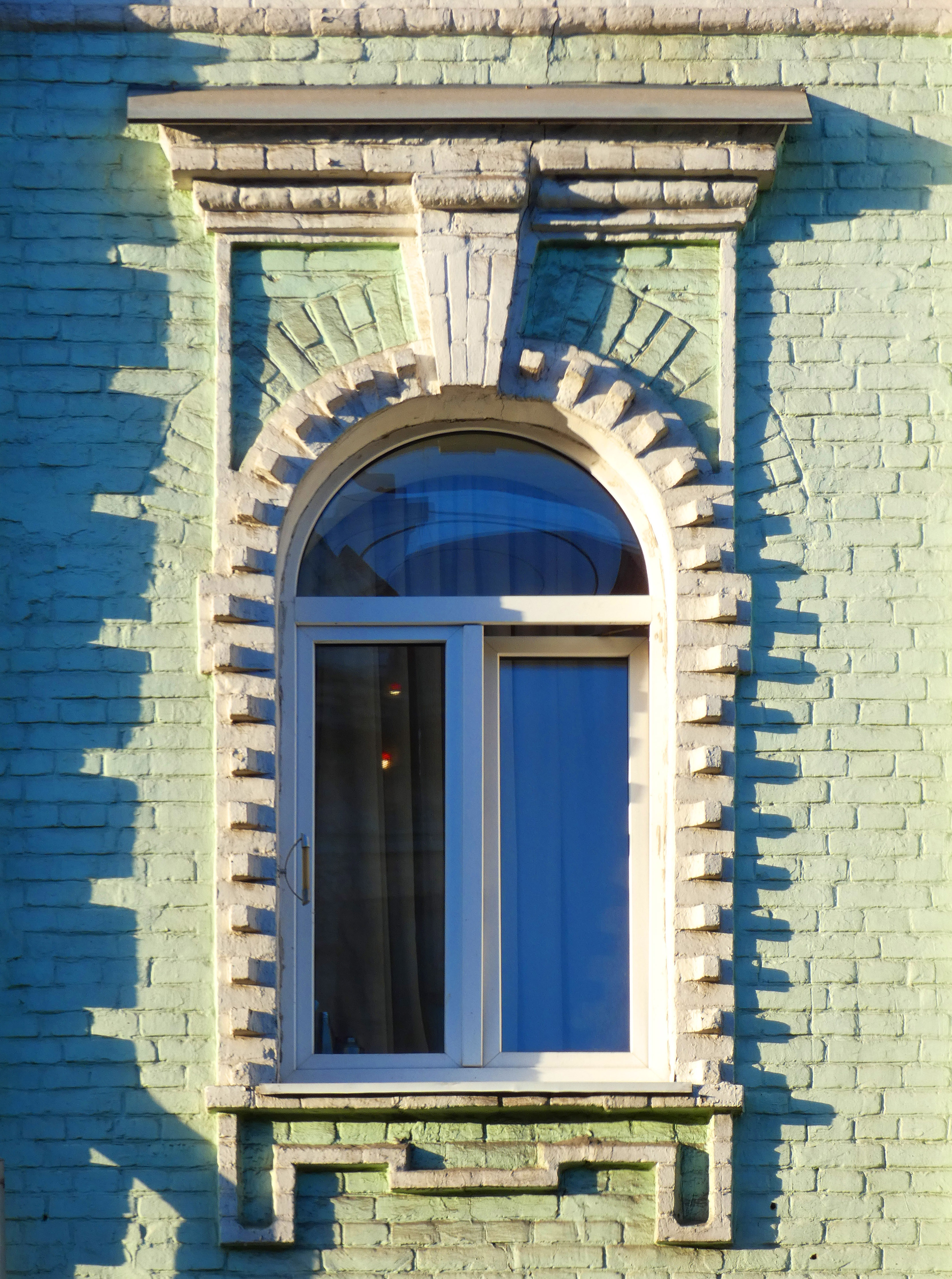
Вікно у розкріповці